# ماريا لويزا روبليدو
ماريا لويزا روبليدو (بالإسبانية: María Luisa Robledo)‏ هي ممثلة إسبانية وأرجنتينية، ولدت في 28 سبتمبر 1912 في مدريد في إسبانيا، وتوفيت في 26 أكتوبر 2005 في بوينس آيرس في الأرجنتين.

## أعمال

### أفلام
- الحكاية الرسمية

## وصلات خارجية
- ماريا لويزا روبليدو على موقع IMDb (الإنجليزية)
- ماريا لويزا روبليدو على موقع قاعدة بيانات الفيلم (الإنجليزية)